# Bell 214
Bell 214 — вертоліт середньої підйомності, отриманий із повсюдної серії UH-1 Huey компанії Bell Helicopter . Bell 214ST хоч і має той самий номер моделі, але є значно більшим та модифікований двомоторний похідний.

## Проєктування та розробка
Белл оголосив оригінальну розробуа Моделі 214 в 1970 році під назвою "Huey Plus". Перший прототип базувався на літаку Bell 205, який оснащений двигуном Lycoming T53 -L-702 потужністю 1900 л.с. 
Перший демонстраційний прототип Bell 214A  був оцінений в Ірані під час польових навчань з Імператорськими збройними силами Ірану. Випробування визнано успішним, і компанія отримала замовлення на 287 вертольотів 214А. Намір полягав у тому, що ці літаки побудує Белл у Далласі-Форт-Уорт, а потім в Ірані побудують ще 50 вертольотів 214As та 350 Bell 214ST. Було поставлено 296 214А та 39 214С. Але Іранська революція 1979 року закінчила плани іранського виробництва. 
За розмірами та зовнішнім виглядом Bell 205, Bell 212 та Bell 214 використовують єдиний, потужніший двигун Lycoming LTC4B-8 (2930 л.с.; 2185 кВт) та модернізовану систему роторів, що надає їм високу вантажопідйомність і хороші характеристики при високих температурах і великих висотах. 
В 1976 році Белл отримав сертифікацію Bell 214B "BigLifter" для цивільного використання  і випускався до 1981 року. Працює на 2930 л.с. (2183 кВт) Турбовальний вал Lycoming T5508D, він має той самий привід ротора та систему передачі, що і 214A. Коробка передач оцінена на 2050 л.с. (1528 кВт) для зльоту, з максимальною безперервною потужністю 1850 л.с. (1379 кВт). BigLifter оснащений вдосконаленою втулкою ротора з еластомерними підшипниками; комерційною авіонікою та автоматичною системою управління польотом з підвищенням стійкості. 

## Історія операцій
Станом на січень 2012 року 29 Bell 214 були на військовій службі, включаючи 25 Bell 214А в Ірані та три Bell 214В в Об'єднаних Арабських Еміратах. 
Приблизно 41 Bell 214B знаходиться на комерційному обслуговуванні в Австралії (6),  Сінгапурі,(3)  Норвегії (2),   США (15),  та Канаді(10).

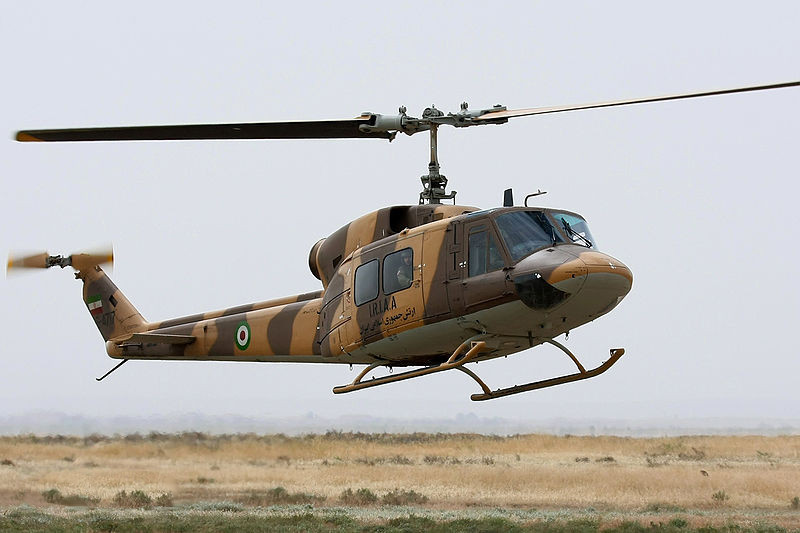
Дзвін 214 армії авіації Ісламської Республіки Іран.

- Bell 214 Huey Plus - прототип 214 вилетів у 1970 році. Приведений в дію одним турбовальним валом Lycoming T53-L-702 (1900 л.с. / 1415 кВт). [3]
- Bell 214A / C Isfahan - 299 Bell 214A для імператорської іранської армійської авіації були побудовані починаючи з 1972 року, потім 39 Bell 214Cs з підйомником (лебідкою) та іншим пошуково-рятувальним обладнанням для Імператорських ВПС Ірану .

- Bell 214B BigLifter - цивільний варіант 214A. [3] побудовано 70 [10]
- Bell 214B-1 - Цей варіант моделі Bell 214B обмежений максимум 12500 фунт (5670 кг) вага брутто з внутрішнім навантаженням через різні стандарти сертифікації.  [11] Зовнішнє навантаження таке ж, як у 214B. Єдина відмінність між 214B і 214B-1 - це табличка даних та польота. [12]

## Оператори
Австралія
- Управління пожежної та аварійної служби [13] [14]

 Іран
- Армія авіації Ісламської Республіки Іран [15]

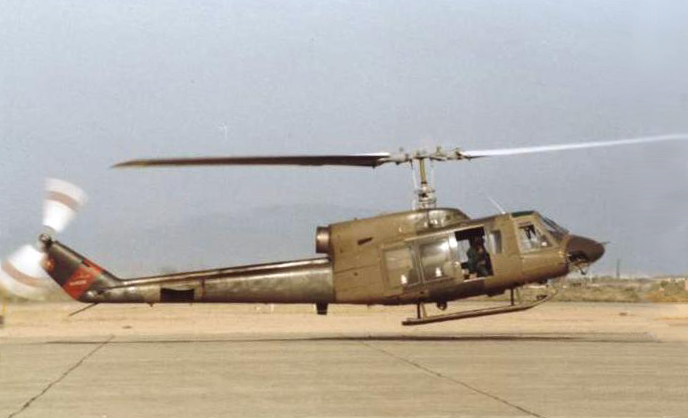
Дзвін 214 в Омані, 1982 рік

### Колишні оператори
Еквадор
- Еквадорська армія [16]

 Індонезія
- Національний орган з питань ліквідації наслідків стихійних лих - здано в оренду компанії McDermott Aviation. [17] [18]

 Оман
- Королівські ВПС Оману [19]

 ОАЕ
- Повітряні сили Об'єднаних Арабських Еміратів [20]

## Технічні характеристики (214A)
Дані Міжнародного довідника цивільних літаків
Загальна характеристика
- Екіпаж: 2
- Вантажопідйомність: 1880 фунтів (1860 кг), включаючи 14 військових, або 6 носилок, або еквівалентний вантаж,
- Довжина: 14,63 м,
- Висота: 12 футів 10 дюймів (3,91 м),
- Вага порожнього: 3442 кг,
- Вага брутто: 6260 кг,
- Максимальна злітна вага: 1580 фунтів (6 804 кг) при навантаженні,
- Силова установка: 1 × турбовальний двигун Lycoming LTC4B-8D, 2930 с.с. (2180 кВт)
- Площа головного ротора: 1963,75 кв. Футів (182,438 м2),
- Діаметр головного ротора: 15 футів,
- Секція леза: - Wortmann FX 69-H-098

Продуктивність
- Крейсерська швидкість: 140 kn (160 миль / год, 260 км / год),
- Дальність: 222 нм (255 миль, 411 км) на висоті щільності 1699 футів (4999 м),
- Службова стеля: 1500 футів.